# Абдуллаев, Руслан Асиф оглы
Руслан Асиф оглы Абдуллаев (азерб. Ruslan Asif oğlu Abdullayev; род. 3 декабря 2004) — азербайджанский борец вольного стиля, выступающий в весовой категории до 61 кг. Серебряный призёр чемпионата Азербайджана среди взрослых (2023), чемпион Европы среди спортсменов до 20 лет (2023), серебряный призёр чемпионата мира среди спортсменов до 23 лет (2024).

## Биография
Руслан Асиф оглы Абдуллаев родился 3 декабря 2004 года.
В июле 2023 года Абдуллаев выиграл молодёжный чемпионат Азербайджана (среди спортсменов до 20 лет).
В июле 2023 года Абдуллаев выиграл молодёжный чемпионат Европы (среди спортсменов до 20 лет) в Сантьяго-де-Компостеле (Испания) в весовой категории до 57 кг.
В августе 2024 года выступил на чемпионате мира по борьбе среди спортсменов до 20 лет в Аммане (Иордания), в весовой категории до 57 кг, но проиграл на стадии полуфинала. Встречу за бронзу Абдуллаев также проиграл и занял 5-е место.
В декабре 2023 года Абдуллаев, выступая за детско-юношескую спортивную школу № 5, выиграл серебро на чемпионате Азербайджана среди взрослых, уступив в финале весовой категории до 61 кг Нураддину Новрузову.
В октябре 2024 года выиграл серебряную медаль на чемпионате мира по борьбе среди спортсменов до 23 лет в Тиране (Албания), уступив в финале выступавшему в нейтральном статусе российскому борцу победителю прошлогоднего чемпионата мира и действующему чемпиону Европы в этой возрастной категории Баширу Магомедову, которого он ещё до начала первенства считал своим главным соперником. На этом турнире Абуллаев стал единственным ненатурализованным азербайджанским борцом вольного стиля, взошедшим на пьедестал почёта. По словам самого борца, серебряная медаль на чемпионате мира является хорошим для него результатом. Особенно Абдуллаев отметил победу в четвертьфинале над украинским борцом Микитой Абрамовым, серебряным призером чемпионата Европы среди спортсменов до 23 лет 2024 года, прошедшего в Баку.